# Papiro Bulaq 18
Bulaq 18 è la sigla che contraddistingue un papiro egizio risalente al VI anno di regno di Khutawy, sovrano della XIII dinastia.
Il papiro è un rendiconto delle spese sostenute dalla corte reale nel corso di una visita a Tebe.
L'analisi del sistema contabile utilizzato ha condotto alcuni studiosi a ritenere che questo papiro possa contenere l'indicazione di come gli egizi considerassero lo zero.